# São Gabriel
São Gabriel este un oraș în statul Bahia (BA) din Brazilia.